# 福知山市立精華小学校
福知山市立精華小学校（ふくちやましりつ せいかしょうがっこう）は、京都府福知山市夜久野町板生にあった公立小学校。

## 沿革
- 1959年（昭和34年）1月1日 - 天田郡上夜久野村が同郡夜久野町と合併したのに伴い、夜久野町立精華小学校と改称。
- 2006年（平成18年）1月1日 - 天田郡夜久野町が福知山市へ編入されたのに伴い、福知山市立精華小学校と改称。
- 2013年（平成25年）3月31日 - 児童数減少により、同町内の育英小学校・明正小学校並びに夜久野中学校と統合、夜久野学園夜久野小学校となる。

## 通学区域
- 福知山市夜久野町
  - 字　門垣、副谷、山中、金谷、大岶、桑谷、西垣、宮垣、栗尾、才谷、中田、上町、三谷、羽白、田谷垣、現世、今西、田谷、平野、水上、水坂、駅前、奥水坂、夜久野

卒業生は基本的に福知山市立夜久野中学校へ進学する。

## 周辺
- 直見郵便局
- 牧川
  - 直見川

## アクセス
- JR山陰本線 上夜久野駅から北東へ1.5km
- 福知山市営バス 板生口または門垣にて下車
- 京都府道56号但東夜久野線・京都府道63号山東大江線沿い